# Camptoprosopella cubana
Camptoprosopella cubana är en tvåvingeart som beskrevs av Shewell 1939. Camptoprosopella cubana ingår i släktet Camptoprosopella och familjen lövflugor.
Artens utbredningsområde är Kuba. Inga underarter finns listade i Catalogue of Life.